# Euríbat d'Efes
Euríbat (en llatí Eurybatus, en grec antic Εὐρύβατος) fou un servidor grec del rei Cressos de Lídia, natural d'Efes, que va viure al segle vi aC.
El rei el va enviar amb molts diners al Peloponès per reclutar mercenaris per la guerra contra Cir II el Gran de Pèrsia. Però Euríbat es va presentar al rei persa, li va explicar l'encàrrec i li va donar els diners. Com a conseqüència d'aquest fet, el seu nom es va convertir en un proverbi de traïció entre els grecs. El citen Diodor de Sicília, Ulpià, Èsquines d'Atenes i Plató al Protàgores.